# Synode van de Eik

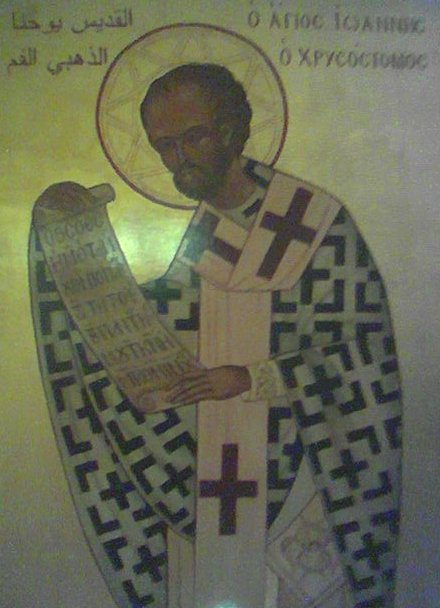
Icoon van Johannes Chrysostomus (Etterbeek, België).

De Synode van de Eik was een provinciale synode, die in juli 403 werd gehouden in Constantinopel. De synode veroordeelde Johannes Chrysostomus en zette hem af als patriarch van Constantinopel.
De synode wordt algemeen beschouwd als politiek gemotiveerd, het resultaat van een samenzwering door een aantal van Chrysostomus' prominente tegenstanders, waaronder keizerin Eudoxia en de Koptische paus Theophilus van Alexandrië.